# Vertical Station
Vertical Station (Minutebuzz jusqu'en janvier 2019) est un média français d'infodivertissement exclusivement présent sur les réseaux sociaux, fondé en octobre 2010 par Maxime Barbier, Laure Lefèvre et Julien Boyé,.
L'entreprise se finance principalement avec différentes méthodes dérivées du publirédactionnel, dont notamment le marketing de contenu ou bien le native advertising.

## Histoire
Lancé le 15 octobre 2010, MinuteBuzz s'apparente au site BuzzFeed.
En 2014, MinuteBuzz lève un million d'euros grâce à l'investissement de Seventure Partners. Cette même année, le site compte 25 salariés, et revendique 21 millions de visites par mois.
En décembre 2016, le groupe TF1 acquiert une participation majoritaire à la plateforme à la suite de l'ambition du groupe « d'associer à la puissance de ses audiences TV, la pertinence de MinuteBuzz sur les plateformes sociales ». Julien Boyé, cofondateur quitte l'aventure après ce rachat. 
Pour Maxime Barbier, le cofondateur et directeur général de MinuteBuzz, celui-ci constitue essentiellement un moyen de diffuser de la publicité :  « C'est un super business, on est en train de prendre la place des agences publicitaires. C'est comme si, à l'époque, TF1 avait dit à Danone : "je fais ton spot publicitaire et en plus je le diffuse". Nos contenus de marque font des millions de vues, des gens ne se rendent même pas compte que ce sont des contenus de marques ».
Le 21 juin 2017, l'entreprise MinuteBuzz déménage au 174 quai de Jemmapes et annonce un chiffre d'affaires 2017 de 5 529 900,00 €
En janvier 2019, le groupe média MinuteBuzz change de nom et annonce le regroupement de toutes ses marques (Fraiches, Hero, Superbon, Opopop, MinuteBuzz…) sous une seule et même entité : Vertical Station.
En octobre 2019, Olivier Abecassis a pris la présidence de Vertical Station aux côtés de Nicolas Capuron, nommé directeur général de Vertical Station.
En octobre 2022, Reworld Media élargit son portefeuille en acquérant les marques de Vertical Station et d'autres médias du Groupe TF1. Cette acquisition englobe des marques renommées telles que Marmiton, auFeminin, Doctissimo, Les Numériques, Minute Buzz, Fraîches, Juste Mieux, Hero, Super Bon, Paroles de Maman, Gamekult et Beauté Test.

## Communautés
Le groupe est composé de six pages Facebook : MinuteBuzz, Hero, SuperBon, SocialShopping, TF1 One et Fraîches.
Plusieurs médias laissent entendre que les chiffres de communauté annoncés par MinuteBuzz sont faux et basés sur des achats et fusions illégales de pages.

## Identité visuelle

Logo de Minutebuzz de février 2010 à janvier 2019.
Logo de Vertical Station depuis janvier 2019.